# Wohnzimmer Records
Wohnzimmer Records ist ein unabhängiges österreichisches Plattenlabel mit Sitz in Wien.

## Geschichte
Wohnzimmer Records wurde im Jahr 2002 von Kerstin Breyer und Lelo Brossmann gegründet. Als erste Veröffentlichung mit der Katalognummer WOHN001 erschien im selben Jahr das Album An seinen Stiefeln klebte Brot von Zuka. 2004 wurde Peter Winkler als neuer Partner mit ins Boot geholt.

## Künstler
- A Life, A Song, A Cigarette
- Ben Martin
- Brosd Koal
- Christoph & Lollo
- Data Hero
- Destroyed but Not Defeated
- The Florian Horwath Ensemble
- Fuzzman
- GODS
- Kreisky
- Litterbox
- Magic Delphin
- One Two Three Cheers and a Tiger
- Pænda
- Paradies der Tiere
- Petsch Moser
- Rotifer
- Shy
- The Artistry
- The Beautiful Kantine Band
- The Boys You Know
- The Incredible Staggers
- We Walk Walls
- Wild Evel and the Trashbones
- Willi Landl & Michael Hornek
- Your Ten Mofo
- Zuka